# 库埃瓦斯德尔坎波
库埃瓦斯德尔坎波，是西班牙安达卢西亚自治区格拉纳达省的一个市镇。总面积97平方公里，总人口2098人（2001年），人口密度22人/平方公里。